# Топонимия Исландии

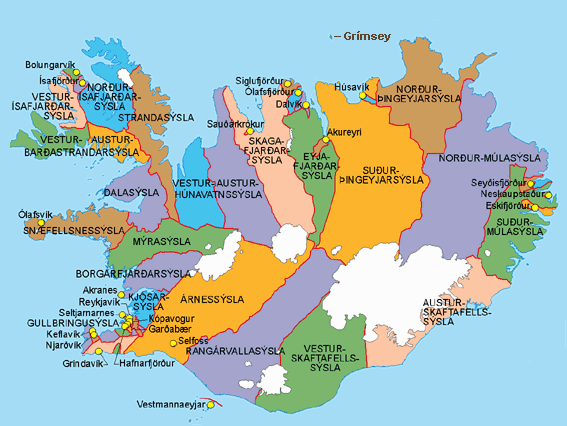
Административное деление Исландии (сислы и городские округа)

Топонимия Исландии — совокупность географических названий, включающая наименования природных и культурных объектов на территории Исландии. Структура и состав топонимии страны обусловлены её языковой ситуацией, изолированным географическим положением и историей.

## Название страны
Остров был открыт норманнами в IX веке и был назван по имени первого мореплавателя, обследовавшего остров — «Гардарсхольм» («остров Гардара», от Гардар + holm — «остров»). Но за островом исторически закрепилось название «Исланд» (Island — от is — «лёд», land — «страна»), русск. «Исландия» — «ледяная страна», что характеризует природные условия острова, свыше 10 % площади которого занимают ледники.

## Формирование топонимии

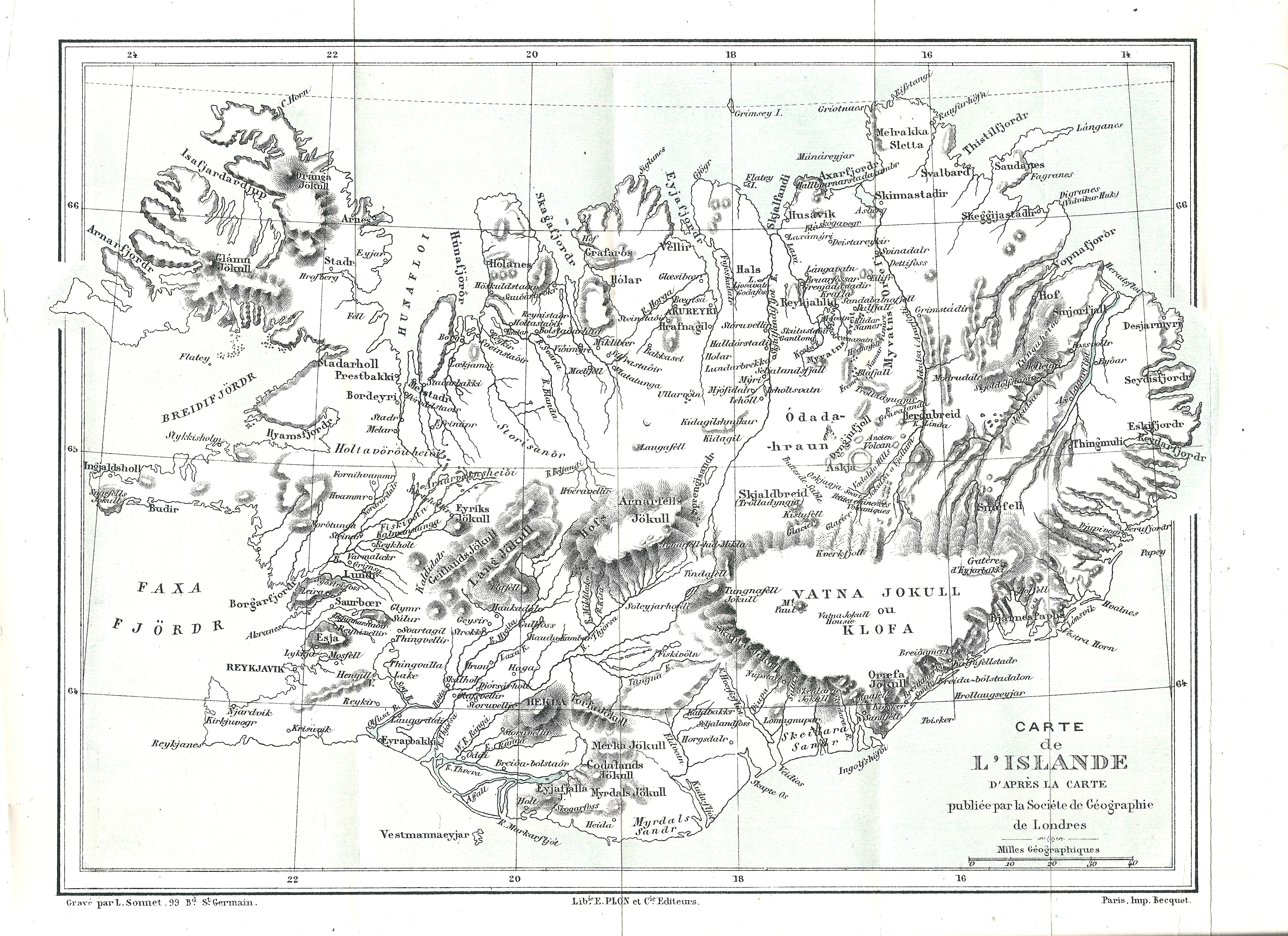
Карта Исландии 1883 года

Как отмечал известный белорусский топонимист В. А. Жучкевич, Исландия по сравнению с другими странами имеет наиболее «чистую» историю формирования топонимии, почти лишённую влияния других языков и топонимических моделей. Прежде всего, топонимия Исландии формировалась на совершенно «чистом» месте, поскольку до прибытия на остров первых переселенцев — выходцев из Западной Скандинавии — он был необитаем. Практически вся история формирования топонимии приходится на письменный период, и бо́льшая часть топонимов документирована на протяжении почти тысячелетней истории. При этом исландский язык отличается консервативностью письменности, конвервативностью языковых форм и словообразования. Поэтому, несмотря на сравнительную близость исландского языка к норвежскому, в Исландии очень мало топонимов, общих со шведскими и норвежскими. Встречаются близкие к норвежским названия -фьорд, -вик, -фос, но, наряду с ними, наличествуют и новые, ставшие в географической литературе нарицательными: «гейзер», «йокуль» (ледниковый купол), «ватн» (озеро ледниковой воды), «грунд» (мель). Основной способ формирования исландских топонимов — словосложение, в силу чего большинство из них имеет сложный, громоздкий вид — Оудададхрёйн, Кальманслунга, Тродладингья и т. д.. Большинство топонимов Исландии так или иначе характеризуют природную среду, при этом повторяющихся названий очень мало.
Многие топонимы страны хранят память об эпохе викингов и первопоселенцев, осваивавших остров столетия назад. Большинство исландских топонимов сохранилось неизменными на протяжении столетий, поэтому даже самые древние названия воспринимаются в полном смысле их дотопонимического значения, например, Рейкьявик («залив дымов», «дымящаяся бухта»), Хлидаренди («конец склона»), Хвальфьордур («китовый фиорд»), Йёкюльса («ледниковая река»), Кальдаквиси («холодный проток»), Тингведлир («поля Тинга»), Андакил («утиная бухта»), Киркюбер («церковный хутор») и т. д..

## Состав топонимии

### Гидронимы

#### Пелагонимы
- Гренландское море (исл. Grænlandshaf) — от названия острова Гренландия;
- Норвежское море (исл. Noregshaf) — от названия Норвегии, западное побережье которой омывает это море;
- Датский пролив — в Исландии именуется «Гренландский пролив» (исл. Grænlandssund), поскольку отделяет Исландию от Гренландии;
- Фахсафлоуи (исл. Faxaflói) — залив на западном побережье Исландии, буквально означает «залив Фахса»;
- Хунафлоуи (исл. Húnaflói) — происходит от исландских слов Húni — «молодой белый медведь»[5], и flói — «залив»[6]. Таким образом, название означает «залив молодого белого медведя».

#### Потамонимы
- Тьоурсау (исл. Þjórsá) — название реке, согласно «Книге о заселении Исландии» Ари Торгильссона, было дано неким мореплавателем, который зашёл со своим кораблем в её устье. На носу корабля было изображение морды быка, и в его честь была названа река (исл. Þjór — «бык»)[7];
- Йёкюльсау-ау-Даль (исл. Jökulsá á Dal), известна также как «Йёкюльсау-ау-Фьёдлюм» (исл. Jökulsá á Brú) или «Йёкла» (исл. Jökla), и Йёкюльсау-ау-Фьёдлюм (исл. Jökulsá á Fjöllum), равно как и ряд других исландских рек, имеют в названии компонент Jökulsá, означающий дословно «ледниковая река»;
- Эльвюсау (исл. Ölfusá) — буквально «река Эльвюс»;
- Скьяульвандафльоут (исл. Skjálfandafljót) — река, впадающая во фьорд Скьяульванди (буквально — «трепещущий залив»);
- Хьерадсвётн (исл. Héraðsvötn) — буквально «пространство ледниковой воды»[8];
- Бланда (исл. Blanda) — этимология не установлена.

#### Лимнонимы
- Тоурисватн (исл. Þórisvatn) — буквально: «ледниковая вода Тоуриса»;
- Тингведлир (исл. Þingvellir) — буквально: «поля Тинга»;
- Блёндюлоун (исл. Blöndulón) — буквально: «озеро на Блонде»;
- Лагарфльоут (исл. Lagarfljót также известное как Lögurinn) — буквально «озёрная река»;
- Миватн (исл. Mývatn) — буквально «комариное озеро»;
- Хоуп (исл. Hóp) — этимология не установлена;
- Хвитаурватн (исл. Hvítárvatn) — буквально «озеро белой реки»;
- Лаунгисьоур (исл. Langisjór) — этимология не установлена.

### Ойконимы
- Рейкьявик (МФА: [ˈreiːcaˌviːk]о файле) — буквально «дымящаяся бухта». Селение получило название из-за столбов пара, которые поднимались от горячих источников и производили глубокое впечатление на первопопоселенцев;
- Кеблавик (МФА: ˈ[cʰɛplaˌviːk]о файле), означает буквально «залив с прибитыми берегу бревнами»;
- Боргарнес (исл. Borgarnes) — буквально «cкальный полуостров»;
- Исафьордюр (исл. Ísafjörður) — буквально «ледяной фьорд»;
- Сёйдауркроукюр (исл. Sauðárkrókur) — получил своё название от ручья, протекающего в этой местности;
- Акюрейри (исл. Akureyri) — буквально «прибрежная земля»;
- Эйильсстадир (исл. Egilsstaðir) — от названия фермы Эйильсстадир, хозяин которой Йон Бергссон в начале XX века построил здесь большой жилой дом, сохранившийся до сих пор и используемый как отель;
- Сельфосс (исл. Selfoss) — буквально «водопад у дома».

### Оронимы
- Хваннадальсхнукюр (исл. Hvannadalshnúkur) — означает буквально «пик долины дудников»;
- Ватнсдальсфьятль или Ватнсдальсфьядль[9](исл. Vatnsdalsfjall) — буквально «гора озёрной долины»;
- Ингоульфсфьядль (исл. Ingólfsfjall) — гора названа в честь первопоселенца IX века Ингольфа Арнарсона, который первым поднялся на вершину горы[10];
- Эйяфьядлайёкюдль (исл. Eyjafjallajökull, МФА: [ˈɛɪjaˌfjatl̥aˌjœkʏtl̥]о файле) — вулкан, одноимённый с ледником, откуда и происходит название: eyja [ˈɛɪja] — остров, fjall [fjatl̥] — гора и jökull [ˈjœkʏtl̥] — ледник. Русская транскрипция Эйяфьядлайёкюдль не является фонетически точной; по оценкам американских лингвистов, это название могут правильно произнести лишь 0,005 % населения Земли[11];
- Гекла (исл. Hekla) — буквально «накрытый капюшоном»; вулкан получил такое название из-за того, что его вершина практически постоянно скрыта облаками вулканических газов и паров воды[12]. Античные латинские источники именуют вулкан лат. Mons Casule («монашеская казула»)[13].

## Топонимическая политика
Вопросами топонимической политики в Исландии занимается созданный в 1935 году Комитет по географическим названиям (исл. Örnefnanefnd).

### на русском языке
- В.А.Жучкевич. Общая топонимика. Издание 2-е, исправленное и  дополненное. — Минск: Вышэйная школа, 1968. — С. 432.
- Инструкция по русской передаче географических названий Исландии / Сост. В. С. Широкова; Ред. В. П. Берков. — М., 1971. — 39 с.
- Е.М.Поспелов. Географические названия мира. Топонимический  словарь.Издание 2-е, стереотипное / Р.А.Агеева. — М.: Русские словари, Астрель, АСТ, 2002. — 512 с. — ISBN 5-17-001389-2.
- Словарь географических названий зарубежных стран / А. М. Комков. — М.: Недра, 1986. — 459 с.

### на английском языке
- Thorarinsson, Sigurdur. Hekla: A Notorious Volcano (неопр.). — Almenna bókafélagið, Reykjavík, 1970.